# Зайн аль-ахбар
Зайн аль-ахбар («Жемчужины известий», «Украшение известий», «Краса повествований») — историческое произведение на персидском языке газневидского ученого Абу Саида Абд аль-Хайя Гардизи. Один из ценнейших исторических памятников раннего средневековья.

## Содержание
Труд написан около 1050 г. или 1048 г., в эпоху кратковременного царствования газневидского султана Абд ар-Рашида ибн Махмуда (прав. 1049—1053), по прозвищу Зейн аль-милла. Ему и было посвящено сочинение, на что указывает уже первая часть названия.
Труд содержит сведения по истории народов Ближнего и Среднего Востока, а также народов Средней Азии того времени. В нём повествуется ранняя история шахов Ирана (начиная с мифической династии Пищдади), халифов (до 1032 г.), Хорасана (до 1041 г.), Индостана.
Сочинение содержит сведения о Туркистане и тюркских племенах: карлуках, чигилях, тюргешах, ягмах, печенегах, кыпчаках, а также о тогуз огузах, кыргызах, хазарах, башкирах. Впервые в средневековой мусульманской истории упоминается об объединении кимаков, включающих семь племён. Приводится легенда о происхождении кимаков. Большой интерес представляют описания торговых путей, пролегающих по территории Жетысу и современного Центрального и Западного Казахстана, сведения по географии Казахстана. При составлении главы о народах Восточной Европы использовались труды Ибн Хордадбеха и Джейхани.
Многие ученые в своих исторических исследованиях обращались к этому труду. Имеется ряд изданий текста этого сочинения, а также извлечений из него в переводе на русский и западно-европейские языки. Изданы частичные критические издания текста сочинения, написанные Мухаммадом Назимом (Лондон, 1928 г.) и С. Нафиси (Тегеран, 1954 г.), а также полное критическое издание Абдалхайя Хабиби (1968 г.).  Перевод, выполненный Альфредом Карловичем Арендсом, был завершён в 1965 году, однако из-за подготовки к изданию обширного труда Абу аль-Фазла Байхаки («История Мас’уда») он не был издан.
Впоследствии был издан в 1991 году

### Текст памятника
- Абу Са'ид Гардизи. Зайн ал-Ахбар / пер. А. Арендса. — Ташкент : Фан, 1991.
- Абу Са‘ид ‘Абд ал-Хайй б. Зохак Гардизи. «Украшение известий» // Бартольд В. В. Отчёт о поездке в Среднюю Азию с научной целью. 1893—1894 гг. — СПб.: Тип. Имп. АН, 1897. — С. 78—126. — 151, XVII с. — (Записки Императорской Академии наук по историко-филологическому отделению. Серия VIII, том I, № 4).
- Кумеков Б. Е., Арабские и персидские источники по истории кыпчаков VIII—XIV вв.. А., 1987.
- Материалы по истории туркмен и Туркмении. — М. : Институт Востоковедения, 1939. — Т. 1.